# Palazzo della Dieta Nazionale

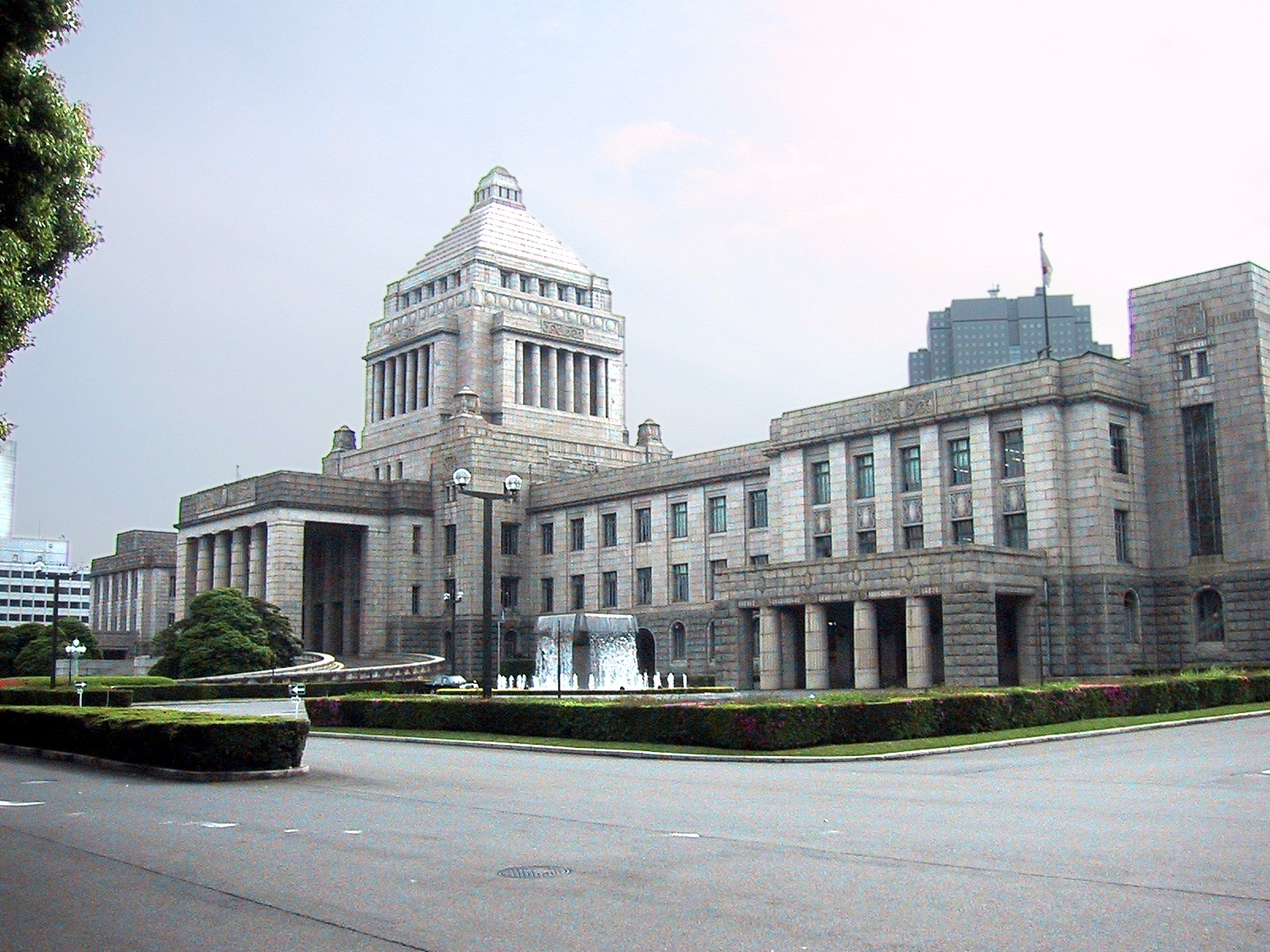
Vista esterna

Il Palazzo della Dieta Nazionale (国会議事堂?, Kokkai-gijidō) è il luogo in cui entrambe le case della Dieta del Giappone si radunano. Si trova al 1-chome di Nagatachō, Chiyoda, Tokyo.
Le sessioni della Camera dei rappresentanti hanno luogo nell'ala sinistra, mentre le sessioni della Camera dei consiglieri nell'ala destra.
Il palazzo nazionale della Dieta fu completato nel 1936 (inaugurato il 7 novembre) e, da allora, è uno dei luoghi più importanti della città.